# Department of Environment and Conservation (Western Australia)
Das Department of Environment and Conservation (DEC) von Western Australia bestand vom 1. Juli 2006 bis zum 30. Juni 2013. Es entstand aus dem Zusammenschluss des Department of Environment und des Department of Conservation and Land Management (CALM).

## Geschichte
Das DEC unterstand dem Minister für Umwelt und hatte als Hauptaufgabe, die Natur zu schützen und zu bewahren. Damit war DEC für die Verwaltung und Leitung alle Naturschutzgebiete in Western Australia zuständig, darunter die National Parks, Marine Parks, Conservation Parks, State Forests, Timber Reserves, Nature Reserves, Marine Nature Reserves und Marine Management Areas. Der Behörde unterstanden mehr als 273.718 km² Fläche (Stand 2009), was mehr als 10 % der gesamten Fläche von Western Australia entspricht.
Folgenden Behörden unterstanden DEC:
- Environmental Protection Authority
- Conservation Commission of WA
- Keep Australia Beautiful Council
- Marine Parks and Reserves Authority
- Swan River Trust
- Waste Authority
- Contaminated Sites Committee